# Satoshi Arai
Satoshi Arai (荒井聰 Arai Satoshi, 27 de maig de 1946) és un polític japonés del Partit Democràtic Constitucional i membre de la Cambra de Representants del Japó.

## Biografia
Va nàixer a Tōbetsu, Hokkaido i es va graduar a la Universitat de Tòquio. Va ser elegit diputat per primera vegada el 1993. Arai va treballar al ministeri d'Afers Exteriors del Japó, així com també a l'oficina del governador Takahiro Yokomichi (1983-1995). Després d'això, va concòrrer a les eleccions generals japoneses de 1993. Arai va guanyar l'escó pel primer districte de la seua terra natal: Hokkaido, fet que marcà els seus inicis en política. Com a polític liberal, Arai sempre ha estat vinculat a formacions polítiques de centre-esquerra, inclús en un panorama polític com el japonés, on els partits i les aliances canvien cada poc temps.
Arai va perdre per primera vegada el seu escó l'any 1996, però el recuperà l'any 2000. Després d'això, Arai va retindre el seu escó fins al 2007, quan el pergué, però el tornà a recuperar l'any 2009 fins a l'actualitat.
Arai deixà el seu escó l'any 2007 per concòrrer com a candidat del PD a les eleccions a governador de Hokkaidō de 2007, contra l'aleshores governadora Harumi Takahashi, perdent. Després de dos anys fora de la Dieta Nacional, el 2009 va recuperar el seu tradicional escó derrotant a qui en eixe temps ho havia ocupat, Gaku Ishizaki, en unes eleccions generals històriques on el seu partit va aconseguir el govern del Japó. Després d'aquest triomf del PD, Arai va exercir diversos càrrecs al govern com assessor especial del Primer Ministre Yukio Hatoyama i Ministre d'Estat durant la administració de Naoto Kan. Després de deixar els seus càrrecs al govern, Arai va pertànyer a diveres commissions parlamentàries.
Arai, a més, és un fort oponent al tancament de les línies locals de JR Hokkaidō. En 2016, va liderar una campanya de pressió contra el tancament d'aquestes, forçant a la governadora Takahashi a fer una revisió sobre aquella política.